# Избасешти (Валча)
Избасешти (рум. Izbăsești) насеље је у Румунији у округу Валча у општини Милкоју. Oпштина се налази на надморској висини од 490 m.

## Становништво
Према подацима из 2002. године у насељу је живело 200 становника, од којих су сви румунске националности.